# میریام روتشیلد
میریام روچیلد (انگلیسی: Miriam Rothschild; ۵ اوت ۱۹۰۸ – ۲۰ ژانویهٔ ۲۰۰۵) دانشمند در زمینه حشره‌شناس و گیاه‌شناس اهل بریتانیا بود. وی همچنین برندهٔ جوایزی همچون همکار انجمن سلطنتی شده‌است.